# Neckera sanctae-catharinae
Neckera sanctae-catharinae là một loài rêu trong họ Neckeraceae. Loài này được Müll. Hal. mô tả khoa học đầu tiên năm 1901.